# A.C. Milan w sezonie 1938/1939

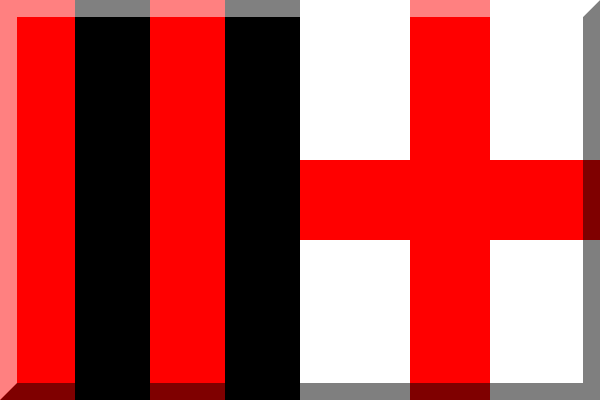
Klubowe barwy Milanu

Osiągnięcia piłkarskiego zespołu A.C. Milan w sezonie 1938/1939.

## Osiągnięcia
- Serie A: 9. miejsce
- Puchar Włoch: odpadnięcie w 1/2 finału

## Podstawowe dane
- Oficjalna nazwa klubu: Milan Associazione Sportiva; Associazione Calcio Milano (od 15 lutego 1939)
- Siedziba klubu: Via G. Negri 8
- Boisko: San Siro
- Prezes klubu:  Emilio Colombo
- Trener zespołu:  József Bánás[1]
- Kapitan drużyny:  Luigi Perversi;  Giuseppe Bonizzoni